# Alexandre Porokhovchtchikov
Alexandre Chalvovitch Porokhovchtchikov (en russe : Александр Шалвович Пороховщиков) est un acteur et réalisateur russe, né à Moscou le 31 janvier 1939, mort dans cette ville le 15 avril 2012.

## Biographie
Alexandre Porokhovchtchikov naît à Moscou. En 1946, la famille s'installe à Magnitogorsk, puis, en 1953, à Tcheliabinsk où Alexandre à la fin de ses études secondaires intègre l'Institut de la médecine qu'il abandonne en 1960 à l'occasion du retour de la famille à Moscou. Là, il travaille comme accessoiriste au Théâtre Vakhtangov jusqu'en 1966, quand diplômé de l'Institut d'art dramatique Boris Chtchoukine il devient acteur du Théâtre de la Satire. En 1971, il intègre la troupe du Théâtre de la Taganka, qu'il quitte en 1981 pour le Théâtre Pouchkine de Moscou.
En 1966, il obtient un petit rôle au cinéma dans le film The Search réalisé par Evgueni Khriniouk, Konstantin Zhouk et Igor Starikov. Depuis, il tourne régulièrement, participant parfois à plusieurs films par an. Sa carrière compte près d'une centaine d'apparitions au cinéma et à la télévision. L'artiste est membre de l'Union des cinéastes de Russie.
Il fonde en 1989, dans le contexte de la Perestroïka permettant la libéralisation de l'activité économique, l'une des premières sociétés de production de cinéma en URSS Rodina. Il réalise dans ses studios, en 1992, le film relatant l'histoire de sa famille Tsenzuru k pamyati ne dopuskayu dont il écrit également le scénario et où il tient le rôle principal.
Il est nommé artiste du peuple de la fédération de Russie en 1994. Depuis 1998, il est professeur d'art dramatique à l'Académie russe des arts du théâtre.
An mois de mars 2012, Alexandre Porokhovchtchikov est hospitalisé à cause des complications du diabète sucré. Sa femme Irina Porokhovchtchikova (née Zhoukova, 1962-2012) se donne la mort par pendaison dans leur maison de Starokoniouchenny pereulok (District administratif central) le 10 mars 2012. L'artiste ne sera pas informé de ce fait, il meurt à l'hôpital le 15 avril 2012. Sa tombe se trouve dans le village Rozhdestvenno dans l'oblast de Moscou près de celle de sa mère.

## Filmographie
- 1970 : Une journée tranquille à la fin de la guerre de Nikita Mikhalkov : soldat allemand
- 1974 : Le Nôtre parmi les autres (Свой среди чужих, чужой среди своих), de Nikita Mikhalkov
- 1975 : Capitaine Nemo (Капитан Немо), de Vassili Levine
- 1976 : Jaroslaw Dabrowski de  	Bohdan Poręba : Mozaïev
- 1984 : Vozvrachtchenie s orbity (Возвращение с орбиты) d'Aleksandr Sourine (ru)
- 1985 : Le Testament du professeur Dowell (Zaveshchaniye professora Douelya), de Leonid Menaker
- 1990 : Les Cavaliers de la gloire (La batalla de los Tres Reyes), de Souheil Ben-Barka et Uchkun Nazarov
- 1999 : Le Tireur d'élite (Ворошиловский стрелок), de Stanislav Govoroukhine